# 合同教会
合同教会（ごうどうきょうかい、英語: United and uniting churches）とは、キリスト教の二つ以上のプロテスタント教派の合同によって設立される教会。世界中に多様な成立経緯をもつ様々な形態のものが存在する。日本においては、第二次世界大戦時に制定された宗教団体法と当局の圧力により成立した日本基督教団がある。
なお、東方教会（正教会・東方諸教会）の一部分派がローマ教皇の権威を認めてカトリック教会に組み入れられて東方典礼カトリック教会が設立されることを「教会の合同」と表現するなど、プロテスタント以外の教派の合同についても「教会の合同」の表現をする事例はあるが、「合同教会」（英語で"United and uniting churches"）の語彙を（特に教会組織を指すものとして）用いるのはプロテスタントでの場合にほぼ限定される。

## 世界の合同教会の一覧
- 日本基督教団 (w:United Church of Christ in Japan)
- 三自愛国教会 (zh:三自爱国教会)
- バングラデシュ教会 (w:Church of Bangladesh)
- パキスタン教会 (w:Church of Pakistan)
- 北インド教会 (w:Church of North India)
- 南インド教会、北インド教会
- ドイツ福音主義教会 (w:Evangelical Church in Germany)
- カナダ合同教会 (w:United Church of Canada)
- キリスト連合教会 (w:United Church of Christ)
- オーストラリア合同教会 (w:Uniting Church in Australia)

## 日本の合同教会
日本における最大の合同教会は日本基督教団である。

### 日本基督教団成立の経緯
1939年成立、1940年施行された宗教団体法は、宗教団体に対する国家統制を目的としていた。この法律による教団の認可基準として教会数50、教会員数5千を必要とした。
1940年、7月31日救世軍にスパイ容疑がかけられた事件が報じられると、教会合同に向けて拍車がかかった。
1940年、10月17日、青山学院校庭で皇紀2600年奉祝全国基督教信徒大会を開催して「われらは全基督教会合同の完成を期す」と宣言し、宮城遥拝、神社参拝を行った。
1941年、6月24日-6月25日に日本基督教団創立総会が富士見町教会で開催された。
1942年、6月に起きたホーリネス教会弾圧事件を受け、11月、日本基督教団第一回総会で部制が解消され、完全に合同教会が成立した。
第二次大戦直後の日本基督教団はカナダ合同教会や南インド合同教会と並んで外国から理想的教会と称賛されたが、それから少なくない数の教会の離脱をみたものの戦後も存続し、日本最大の合同教会として活動を継続している。
国家の圧力により合同教会が創設された同様の例として三自愛国教会がある。